# Hawker Sea Hawk
Die Hawker Sea Hawk war ein einsitziges, einstrahliges Kampfflugzeug der Zeit des Kalten Krieges aus der Produktion des britischen Flugzeugherstellers Hawker Siddeley.

## Geschichte
Die Sea Hawk geht auf Entwürfe aus dem Jahr 1944 für einen kolbenmotorgetriebenen Jagdbomber zurück. Der Erstflug des schließlich als Strahlflugzeug gebauten Prototyps erfolgte am 2. September 1947. Ein zweiter Prototyp, der den Anforderungen der Fleet Air Arm für den Einsatz auf Flugzeugträgern der Royal Navy entsprach, flog fast genau ein Jahr später. Die Änderungen umfassten unter anderem eine Klappvorrichtung für die Tragflächen und einen Fanghaken am Heck.
Das erste Serienexemplar des Typs ging nach vielen Änderungen am 14. November 1951 in die Flugerprobung. Aufgrund hoher Auslastung übernahm ab 1953 nach den ersten 35 Serienflugzeugen das Schwesterunternehmen Armstrong-Whitworth die gesamte weitere Produktion in Coventry.

## Konstruktion

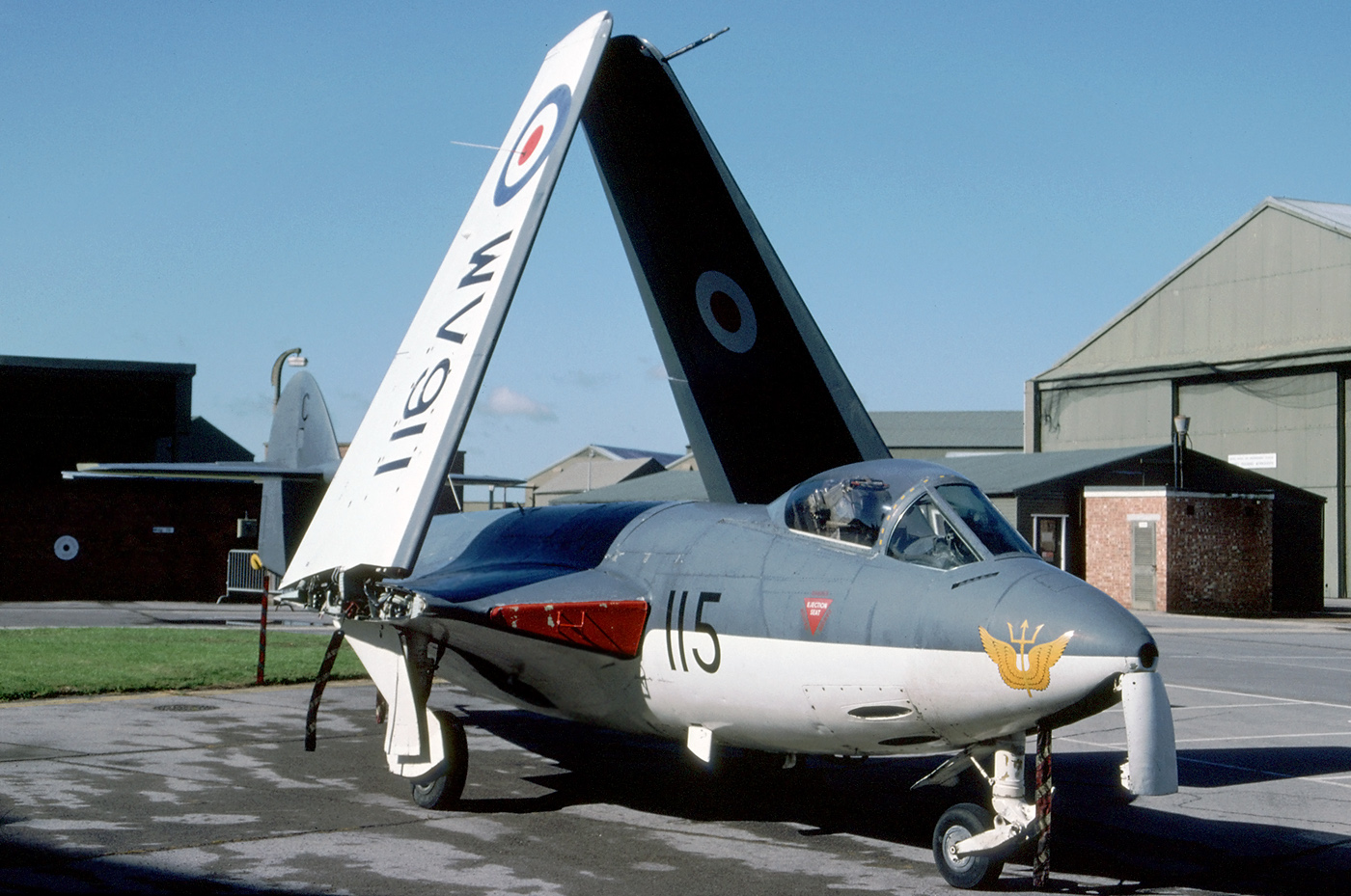
Hawker Sea Hawk mit angeklappten Außenflügeln

Die Sea Hawk ist ein als Mitteldecker ausgelegtes Ganzmetallflugzeug, dessen Rolls-Royce-Strahltriebwerk über zwei seitliche Einlässe am Rumpf mit Luft versorgt wird. Die ungepfeilten Tragflächen des trägergestützten Kampfflugzeugs sind anklappbar, wodurch die Flügelspannweite von 11,90 Meter auf 4,04 Meter reduziert werden kann, sich die Höhe aber auf 5,10 Meter vergrößert. Das Höhenleitwerk ist als Kreuzleitwerk ausgelegt.
Die zwischen den Querrudern und dem Rumpf angebrachten hydraulisch betätigten Landeklappen dienen auch als Bremsklappen. Das Bugradfahrwerk wird ebenfalls hydraulisch betätigt.
Das druckbelüftete Cockpit ist mit einem Schleudersitz ausgerüstet; die mittlere Scheibe der dreiteiligen Frontscheiben besteht aus Panzerglas.

## Versionen
Die für den Fleet Air Arm gebauten Exemplare gliedern sich in folgende Versionen und Stückzahlen auf:
- 95 F.1, mit Rolls-Royce Nene 101
- 40 F.2, nun mit hydraulisch betätigten Querrudern
- 116 F.B.3, verstärkte Tragflächen mit 2 Aufhängepunkten zur Aufnahme von Außenlasten
- 97 F.G.A.4, für Luftnahunterstützung, mit 4 Aufhängepunkten für Außenlasten
- F.B.5 (Umbau von 50 F.B.3 mit Rolls-Royce Nene 103)
- 86 F.G.A.6 wie F.G.A.4, jedoch mit Rolls-Royce-Nene-103-Triebwerk (plus 15 aus Umbau von 50 F.B.3 und F.G.A.4 mit Nene 103)[5]
- 34 Mk.100, Deutsche Marineflieger, Tagjäger, US-amerikanische Elektronik, 4 Tragflächentanks[4]
- 34 Mk.101, Deutsche Marineflieger, Allwetterjäger mit Suchradar in Tragflügelbehälter, deshalb vergrößertes Seitenleitwerk nötig[6]
- 22 Mk.50, Niederländischer Marine Luchtvaartdienst, US-amerikanische Elektronik; modifiziert zum Mitführen von 2 Luft-Luft-Lenkwaffen AIM-9 Sidewinder[7]
- 24, indische Marineflieger

## Nutzung

### Vereinigtes KonigreichVereinigtes Königreich/ Royal Navy
Die ersten Sea Hawks wurden im März 1953 bei der No. 806 Squadron des Fleet Air Arm auf dem Fliegerhorst Brawdy in Dienst gestellt und ersetzten bei der Royal Navy Hawker Sea Fury und Supermarine Attacker. Ab 1958 wurden Sea Hawks allmählich durch Supermarine Scimitar abgelöst. Die No. 806 Squadron war auch die letzte mit Sea Hawks ausgerüstete Staffel und wurde in Brawdy am 15. Dezember 1960 aufgelöst.
Sea Hawk F.G.A.6 kamen während der Sueskrise im November 1956 zum Kampfeinsatz, zusammen mit einigen wenigen F.G.A.4 und F.B.5. Sie wurden von den Flugzeugträgern Albion, Bulwark und Eagle aus zur Luftnahunterstützung der landenden britischen und französischen Bodentruppen sowie zu Angriffen auf ägyptische Flugplätze eingesetzt.

### IndienIndien/ Indische Marineflieger
Neben der Royal Navy als Hauptnutzer wurde die Sea Hawk auch von der indischen Marine geflogen.
Die indischen Marineflieger setzten während des Bangladesch-Krieges vom 4. bis 10. Dezember 1971 von ihrem Flugzeugträger INS  Vikrant aus acht Sea Hawks ein, um die Häfen von Chittagong und Cox’s Bazar in Ostpakistan (heute Bangladesch) zu bombardieren.
Die indischen Sea Hawks wurden noch bis 1983 geflogen, als auch die letzten Exemplare durch Hawker Siddeley Sea Harrier ersetzt worden waren.

### NiederlandeNiederlande/ Niederländischer Marine Luchtvaartdienst

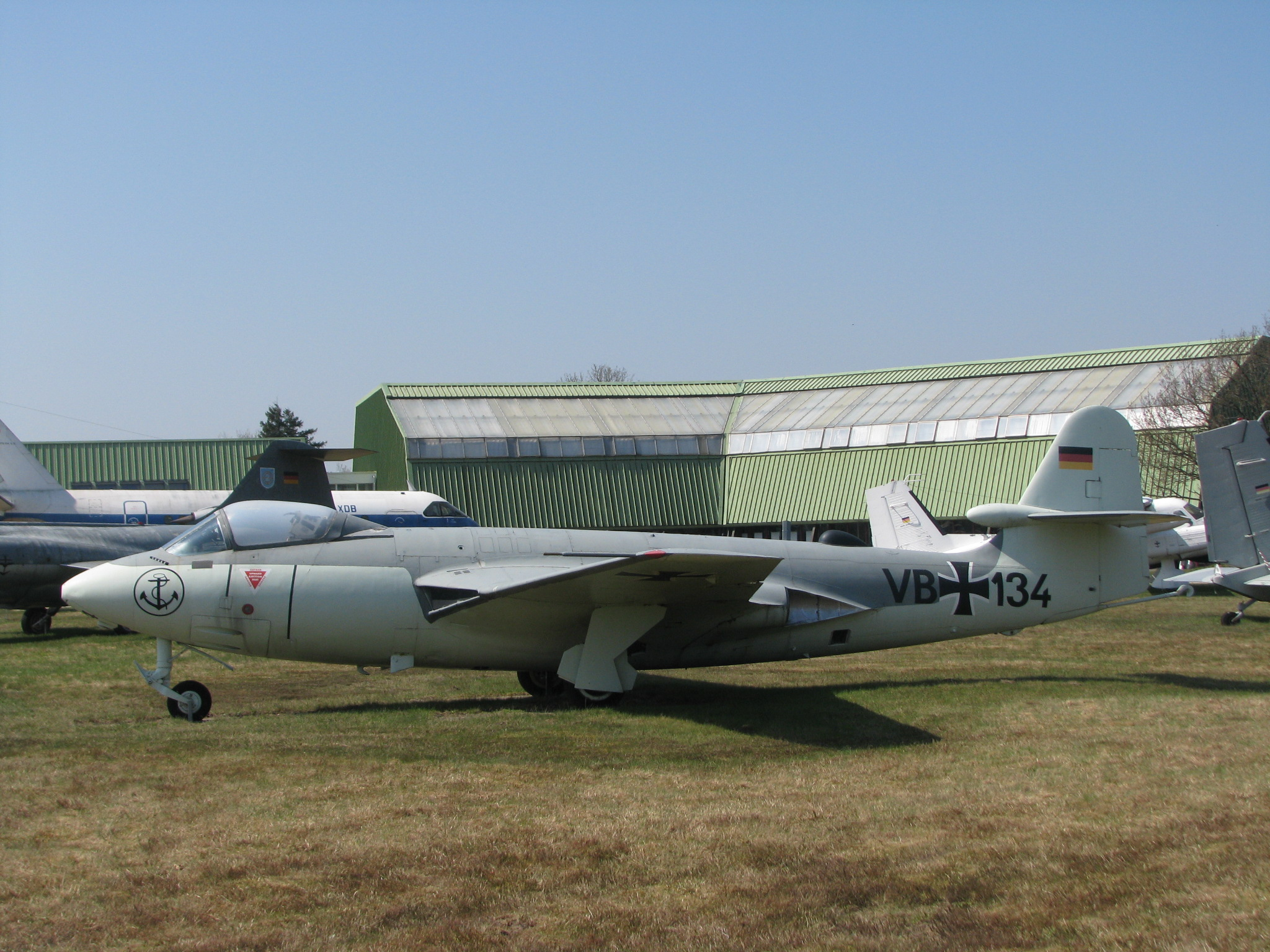
Hawker Sea Hawk Mk.101 der deutschen Marineflieger

Die Sea Hawk wurde auch von der niederländischen Marine in der Version Mk.50 geflogen, ähnlich der britischen Version F.G.A.6. Sie wurden in den Jahren 1957 und 1958 geliefert. Die meisten wurden vom Flugzeugträger Karel Doorman aus eingesetzt.

### DeutschlandDeutschland/ Marineflieger (Bundesmarine)
Ab 1957 wurden für die westdeutsche Bundesmarine 68 Maschinen als Abfangjäger, Jagdbomber und Aufklärer beschafft. Flugzeugführer und Wartungspersonal wurden in den USA und Großbritannien geschult. Die Auslieferung der Flugzeuge an die Marinefliegergruppen der Bundesmarine erfolgte zwischen November 1957 und Februar 1959. Die Kennzeichen der Maschinen der Version Mk.100 waren VA+220 bisVA+236 sowie VB+120 bisVB+136, die der Mk.101 RB+240 bis RB+256 und RB+360 bis RB+376.
Aufgrund der rasanten Entwicklung auf dem Gebiet der Strahlflugzeuge und der Tatsache, dass die Sea Hawk bereits bei ihrer Beschaffung veraltet war, wurde sie bereits ab 1963 durch die F-104G Starfighter ersetzt. Nach der Außerdienststellung durch die Bundesmarine wurden 28 Flugzeuge an die indischen Marineflieger verkauft. Von den verbliebenen 25 Sea Hawks wurden 5 in Museen aufbewahrt, die anderen 20 eingemottet und später verschrottet.

## Verkaufszahlen / Bestellungen und Auslieferungen
Für den Fleet Air Arm wurden insgesamt 434 Exemplare der Sea Hawk gebaut (Aufgliederung siehe oben unter Versionen).
Die Deutschen Marineflieger erhielten 68 Maschinen, der niederländische Marine Luchtvaartdienst 22 Stück.
Die indischen Marineflieger (Indian Naval Air Arm) kauften ab 1959 zunächst 24 neugebaute Flugzeuge, die ähnlich der britischen Version F.G.A.6 ausgelegt waren. Hinzu kamen etwa 12 gebrauchte britische Exemplare.
Auch insgesamt 28 deutsche Sea Hawks wurden 1965 an die indische Marine verkauft, konnten allerdings aufgrund eines Ausfuhrverbots zunächst nicht dorthin geliefert werden. Grund hierfür war die Eskalation des Konflikts zwischen Indien und Pakistan. Die Flugzeuge wurden schließlich unter Umgehung des Verbots über eine italienische Exportfirma nach Indien gebracht. Der erste indische Flugzeugträger INS Vikrant wurde ab Mai 1961 mit Sea Hawks ausgestattet.
Insgesamt belief sich die Produktion auf 548 Flugzeuge.

## Zwischenfälle
Von der ersten Lieferung 1957 bis zum Einsatzende 1965 kam es bei den deutschen Marinefliegern mit Sea Hawks zu 15 Totalschäden. Dabei kamen zehn Piloten im Dienst der Bundesmarine ums Leben. Bei zwei weiteren Unfällen wurden die Flugzeuge erheblich beschädigt. Beispiel:
- Am 18. August 1962 wurde die Sea Hawk von Kapitänleutnant Knut Winkler (Luftfahrzeugkennzeichen RB+364) über Eisenach von einer MiG-21 beschossen und schwer beschädigt. Winkler befand sich auf einem Überführungsflug und war aufgrund starken Windes und mangelhafter Navigation in den Luftraum der DDR eingedrungen. Die Maschine stürzte beim Anflug auf den Fliegerhorst Ahlhorn ab, wobei sich der Pilot mit dem Schleudersitz rettete.[11] In der Presse war zunächst berichtet worden, der Flugzeugführer hätte seine Maschine mit einer Bauchlandung auf einem Acker zu Boden gebracht.[12]

## Technische Daten Hawker Sea Hawk Mk. 100

Hawker Sea Hawk

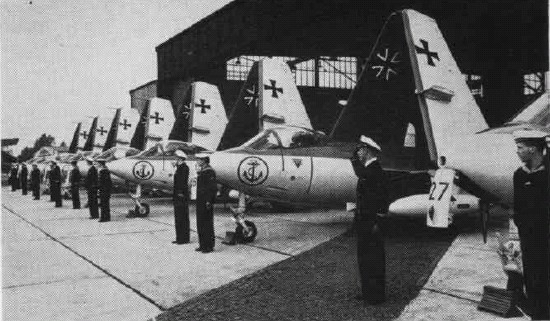
Indienststellung der Sea Hawk beim MFG 1 in Schleswig-Jagel 1958

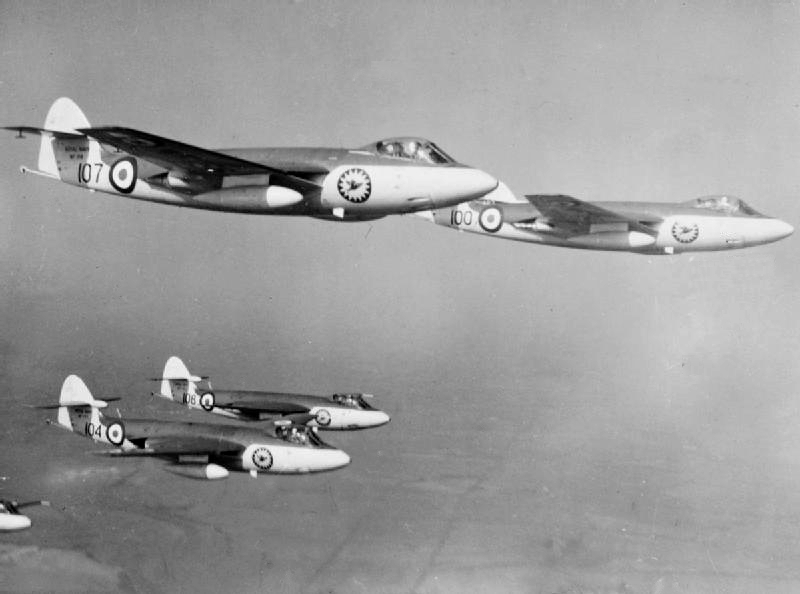
Seahawks der Royal Navy im Flug

| Kenngröße             | Daten                                                                   |
| --------------------- | ----------------------------------------------------------------------- |
| Besatzung             | 1                                                                       |
| Länge                 | 12,09 m                                                                 |
| Spannweite            | 11,89 m / gefaltet 4,04 m                                               |
| Höhe                  | 2,65 m (Mk.101: 2,95 m) / gefaltet 5,39 m                               |
| Gesamtmasse           | 7355 kg                                                                 |
| Antrieb               | 1 Turbinentriebwerk Rolls-Royce Nene 103 mit 23,59 kN Schub             |
| Höchstgeschwindigkeit | 958 km/h                                                                |
| Dienstgipfelhöhe      | 13.564 m                                                                |
| Normale Reichweite    | 736 km                                                                  |
| Bewaffnung            | vier 20-mm-Kanonen mit je 200 Schuss, als Außenlast Bomben oder Raketen |

## Erhaltene Exemplare
Zahlreiche Exemplare fanden nach ihrem aktiven Flugdienst den Weg in Museen und Ausstellungen. In Deutschland sind fünf Maschinen für die der Öffentlichkeit zugänglich:
- im Militärhistorischen Museum Flugplatz Berlin-Gatow in Berlin
- im Internationalen Flugzeugmuseum in Villingen-Schwenningen
- in der Flugausstellung Hermeskeil
- im Aeronauticum in Nordholz

Die Sea Hawk, die vor dem Haupttor des Standorts des Marinefliegergeschwader 2 in Eggebek ausgestellt war, befindet sich heute in Nordholz, vor der Einfahrt des dortigen Fliegerhorstes, da das MFG 2 seit August 2005 außer Dienst ist und am 1. Januar 2006 auch der Fliegerhorst in Eggebek aufgegeben wurde.